# Ștefănești, Argeș
Ștefănești este un oraș în județul Argeș, Muntenia, România, format din localitatea componentă Ștefănești (reședința), și din satele Enculești, Golești, Izvorani, Ștefăneștii Noi, Valea Mare-Podgoria, Viișoara și Zăvoi. Localitatea se află în vecinătatea estică a municipiului Pitești, fiind un oraș-satelit al reședinței de județ.
În anul 2021 avea 15.931 de locuitori. Suprafața orașului este de 60,0 km², din care 11,2 km² în intravilan, densitatea de 1 412 locuitori/km, este situat la o altitudine medie de 283 de metri deasupra nivelului mării. Se limitează la nord cu orașul Mioveni, la est cu comunele Călinești și Căteasca, la vest cu municipiul Pitești și comuna Mărăcineni și la sud cu comuna Bradu.
Orașul cuprinde opt localități componente separate: Ștefănești (reședința), Enculești, Golești, Izvorani, Ștefăneștii Noi, Valea Mare-Podgoria, Viișoara și Zăvoi. În 2004, Parlamentul României a declarat Ștefănești ca oraș.
Oraș cu o existență veche, printre cele mai vechi așezări din cadrul ei se numără Golești și Ștefănești, menționate într-un document emis pe 5 august 1452 de domnitorul Vladislav al II-lea, în care întărește mai multe proprietăți din zona unor boieri. Ștefănești a fost un important centru de putere politică și de influență intelectuală, cunoscut pentru faptul că a fost locul de reședință a unor personalități importante care au avut un impact semnificativ asupra istoriei României, precum familia Brătianu sau familia Golescu, care au avut un rol important în viața politică a României în secolul al XIX-lea și la începutul secolului al XX-lea.
Ștefănești se dezvoltă prin intermediul mai multor ramuri ale economiei, inclusiv prin producția de motoare electrice și mobilier, cherestea, și alte ramuri industriale importante. Industria a atras o parte din investițiile din zonă și a contribuit economia locală. De asemenea, industria viticolă și de vinificație este o altă ramură importantă, regiunea fiind cunoscută pentru culturile sale de viță de vie și pentru calitatea vinurilor produse aici. Viticultura a fost practicată în această zonă încă din Evul Mediu și a continuat să fie o activitate importantă pentru locuitorii din Ștefănești de-a lungul secolelor, fiind o sursă importantă de venituri pentru localnici. În plus, turismul este o altă sursă importantă de venituri pentru economia din Ștefănești, localitatea având o mulțime de atracții turistice, printre care se numără frumusețea peisajelor naturale, monumentele istorice și culturale, precum și posibilitățile de agrement și sport. 
Printre cele mai populare sărbători din oraș se numără Focul lui Sumedru, care are loc la sfârșitul lunii octombrie.

## Așezare
Orașul se află în centrul județului, la nord-est de municipiul Pitești, pe malul stâng al Argeșului, acolo unde acesta primește apele afluentului Râul Doamnei, în extremitatea de sud-vest a Platoului Cândești, subdiviziune a Podișului Getic. Este străbătut de autostrada București-Pitești, pe care este deservit de nodul Pitești Est, aflat pe teritoriul comunei vecine, Mărăcineni. Acel nod conectează autostrada la șoseaua națională DN7, care leagă și ea Piteștiul de București și trece prin localitățile componente ale orașului. Orașul este și un nod feroviar secundar, fiind străbătut de calea ferată București-Pitești, pe care este deservit de stația Golești, de unde se ramifică o cale ferată spre Câmpulung-Parc Krețulescu, linie pe care orașul mai are și stația Ștefănești Argeș.

### Localități componente
| Localități componente  |                                                       |           |            |
| Sat                    | Coordonate                                            | Populație | Cod poștal |
| Ștefănești (reședința) | 44°52′30,53″N 24°57′38.25″E / 44.86667°N 24.9606250°E | 1.911     | 117715     |
| Enculești              | 44°54′16″N 24°56′54″E / 44.90444°N 24.94833°E         | 529       | 117716     |
| Golești                | 44°50′22″N 24°57′55″E / 44.83944°N 24.96528°E         | 1.263     | 117717     |
| Izvorani               | 44°52′24,16″N 24°56′98,8″E / 44.86667°N 24.93333°E    | 939       | 117718     |
| Valea Mare-Podgoria    | 44°53′64,65″N 24°54′22.07″E / 44.88333°N 24.9061306°E | 4.318     | 117721     |
| Viișoara               | 44°51′38,74″N 24°56′40.02″E / 44.85000°N 24.9444500°E | 719       | 117722     |
| Zăvoi                  | 44°51′30,82″N 24°53′39.76″E / 44.85000°N 24.8943778°E | 1.053     | 117723     |

### Limite
Orașul Ștefănești este mărginit de următorele unități administrative teritoriale : la nord cu orașul Mioveni, la sud-est cu comuna Căteasca, la sud cu comuna Bradu  și la vest cu municipiul Pitești. Cu comuna Călinești se învecinează la est și la nord-vest cu comuna Mărăcineni.

## Istorie
La sfârșitul secolului al XIX-lea, Ștefănești era o comună rurală în plasa Argeșelul a județului Muscel, fiind formată din satele Ștefănești și Izvorani, cu 1628 de locuitori. În comună existau trei biserici și o școală înființată în 1866. La acea dată, pe teritoriul actual al comunei mai funcționau și comunele Golești (reședința plășii Podgoria) și Valea Mare (în plasa Râurile). Comuna Golești avea în compunere satele Golești, Uderu și Valea Boierească, având în total 800 de locuitori. În comună se aflau casele familiei Golescu, o biserică și o școală cu 63 de elevi. Comuna Valea Mare, cu satele Câmpul, Valea Mare, Enculești și Ploscariu, avea 1172 de locuitori; existau și aici 3 biserici și o școală.
Anuarul Socec consemnează cele trei comune în plasa Golești a aceluiași județ. Comuna Ștefănești era reședința plășii, având 2420 de locuitori în satele Florica, Izvorani, Ștefănești și Târgu Dealului; Comuna Golești era compusă din satele Golești și Valea Boierească, cu 1063 de locuitori; iar comuna Valea Mare avea 1460 de locuitori, fiind alcătuită din satele Enculești, Ploscari și Valea Mare. În 1931, pentru a fi deosebită de comuna Valea Mare-Pravăț, comuna Valea Mare și-a luat denumirea de Valea Mare-Podgoria.
În 1950, comunele au fost transferate orașului regional Pitești, reședința regiunii Argeș. În acea perioadă, la Florica, în casa confiscată de la familia Brătianu, au fost aduși refugiați politici din Grecia, izgoniți de Războiul Civil Grec. De aceea, satul Florica a fost numit în acea vreme Partizanii. Această denumire a ținut însă numai până în 1964, când a fost schimbată din nou în Ștefăneștii Noi. În 1968, comunele au fost transferate județului Argeș, tot atunci comunele Golești și Valea Mare-Podgoria fiind desființate, satele lor trecând la comuna Ștefănești, organizată drept comună suburbană a municipiului Pitești. În 1989, conceptul de comună suburbană a dispărut din legislație, iar comuna Ștefănești a fost subordonată direct județului Argeș. Comuna a fost declarată oraș în 2004, cu toate satele ca sate componente.

## Monumente istorice

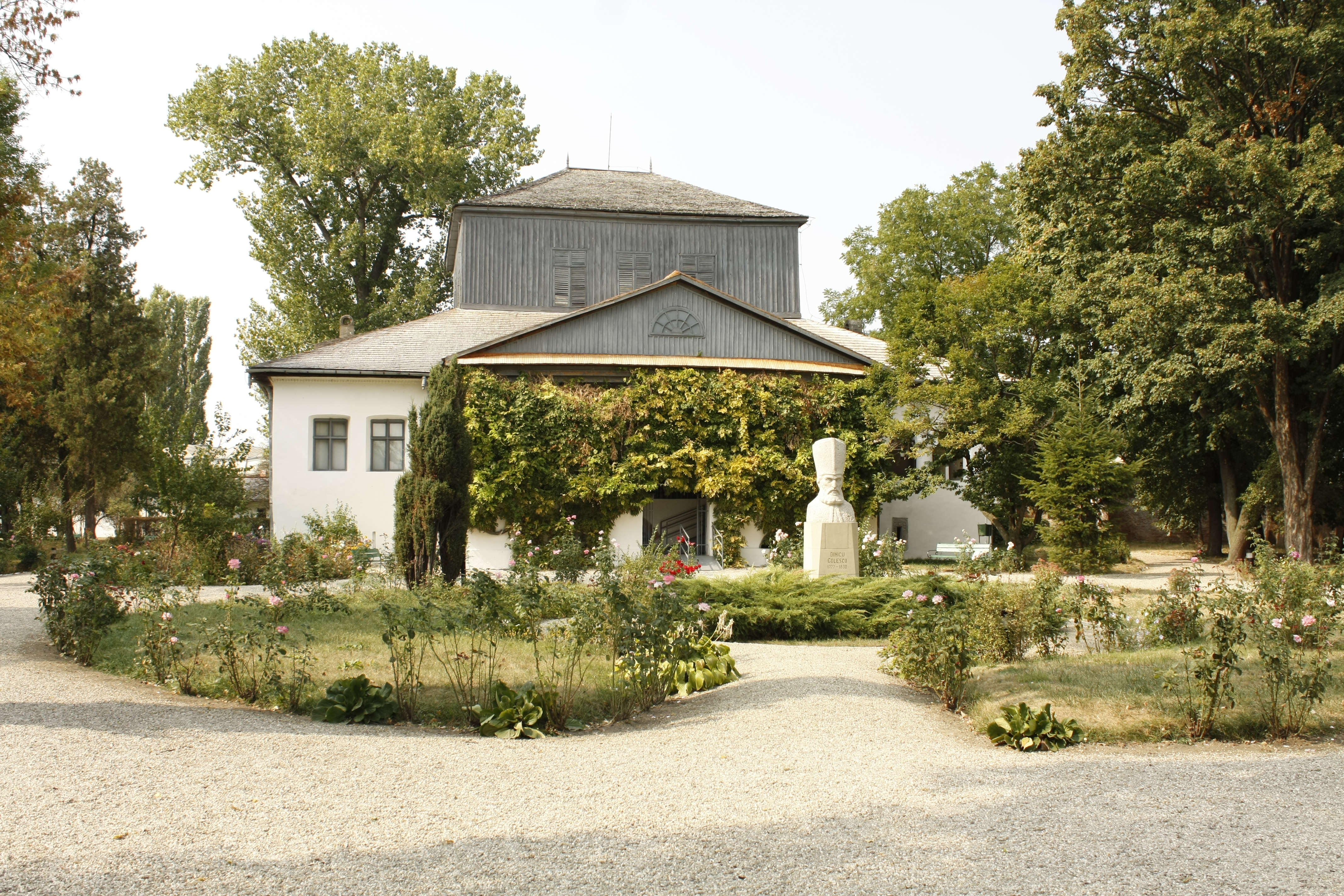
Conacul Goleștilor, monument istoric

În orașul Ștefănești se află cincisprezece monumente istorice de interes național. Ca sit arheologic este clasificat ansamblul curților boierești ale slugerului Mușat (1601-1700) din localitatea urbană principală a orașului.
Alte opt sunt monumente istorice de arhitectură. În Golești se află curtea Goleștilor (sec. XVII-XIX) — ansamblu alcătuit din conac (1640), baia turcească (secolul al XVIII-lea), clădiri-anexă (secolele al XVII-lea–al XIX-lea), clădirea școlii și a administrației (începutul secolului al XIX-lea), fântâna Goleștilor (mijlocul secolului al XVII-lea), parcul din jurul conacului (secolele al XVII-lea–al XIX-lea), turnul porții (mijlocul secolului al XVII-lea, refăcut la începutul secolului al XIX-lea), zidul de incintă cu 4 turnuri de colț (mijlocul secolului al XVII-lea), chioșc (secolul al XIX-lea); parcul alăturat incintei (secolele al XVII-lea–al XIX-lea) și busturile Goleștilor (clasificate ca monument de for public) — apoi ansamblul bisericii „Sf. Treime” a curții Goleștilor (1646) — ansamblu alcătuit din biserica „Sf. Treime” (1646), turn clopotniță (sec. XIX) și zid de incintă (sec. XIX) — apoi Muzeul Pomiculturii și Viticulturii din România (secolul al XVIII-lea–începutul secolului al XX-lea). 

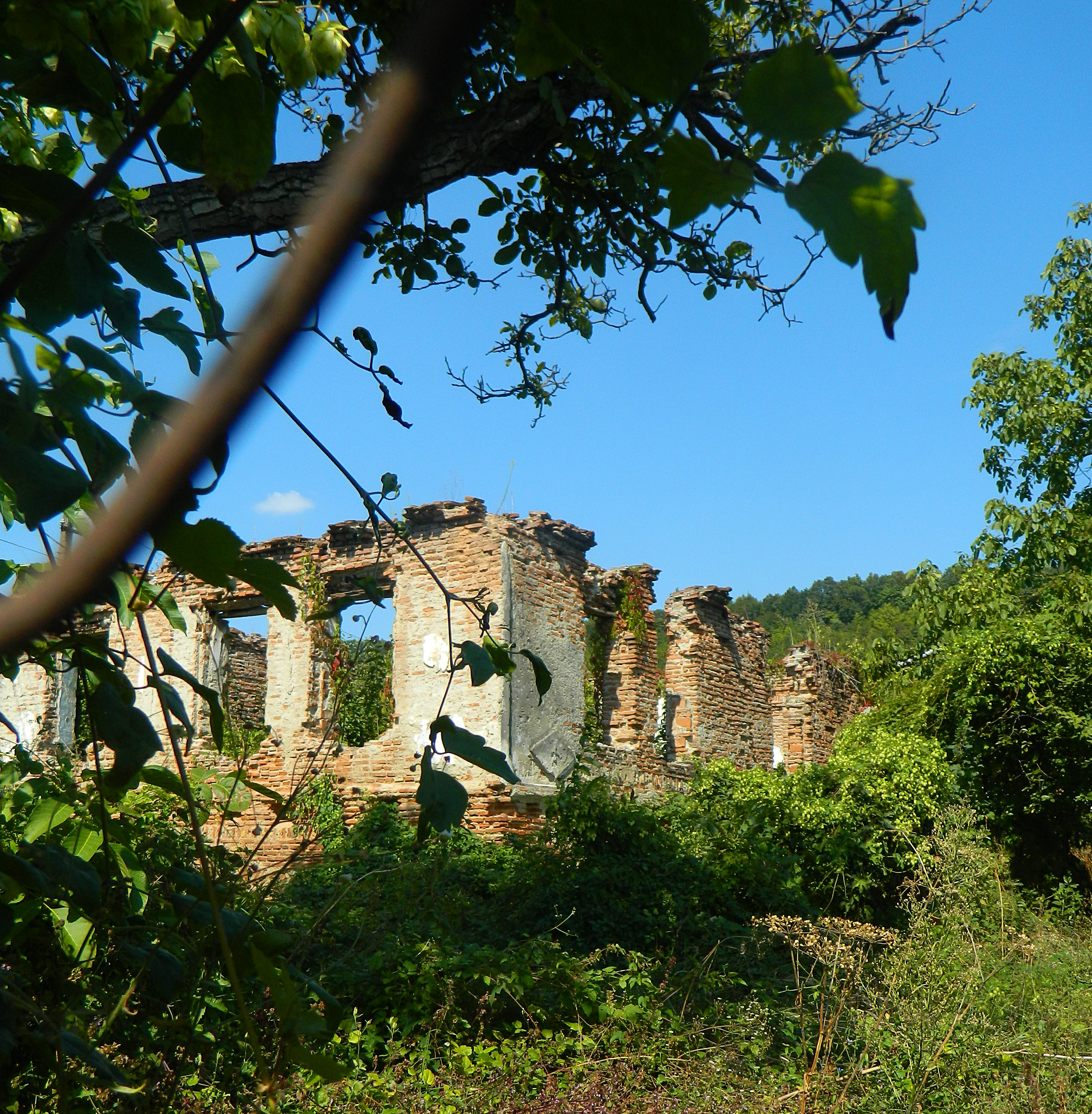
Ruinele conacului brâncovenesc de vie din Valea Mare-Podgoria

În localitatea Ștefănești se află ansamblul conacului Brătianu–„Florica” (începutul secolului al XX-lea) — ansamblu alcătuit din conacul Brătianu (vila „Florica”, începutul secolului al XX-lea), capela funerară „Nașterea Sf. Ioan Botezătorul” (1909–1912), clădiri-anexă, ulterior Stațiunea de Cercetări Viticole, anexe și parc (începutul secolului al XX-lea) — și biserica „Tăierea Capului Sf. Ioan Botezătorul” (1627). La Valea Mare-Podgoria sunt fostul schit Valea Mare-Podgoria (1685) — ansamblu alcătuit din Biserica „Nașterea Maicii Domnului” a fostului schit Valea Mare Podgoria (1685), fundațiile chiliilor (1685) și ale zidului de incintă (1685) — apoi biserica „Sf. Ioan Bogoslovul” (1765, refăcută în 1789); și ansamblul conacului de vie brâncovenesc (1688–1714) — ansamblu alcătuit din ruinele conacului (1688–1714), poartă și zidul de incintă (1688–1714).
Alte șase dintre monumentele istorice de importanță națională sunt monumentele memoriale sau funerare: crucea de piatră a lui Matei Basarab (1632–1654) din fața căminului cultural din Ștefănești; o cruce de piatră de la începutul secolului al XVIII-lea, și crucea de piatră a slugerului Mușat (1629) din curtea bisericii „Tăirea Capului Sf. Ioan Botezătorul”; crucea de piatră a Logofătului Andreiaș (1717), toate din Ștefănești; o altă cruce de piatră (secolul al XVII-lea) din satul Viișoara; și încă una din 1741 aflată în curtea bisericii de lemn din Enculești.
În rest, alte nouă obiective din oraș sunt incluse în lista monumentelor istorice din județul Argeș ca monumente de interes local. Șapte sunt monumentele istorice de arhitectură crama Golescu (1850) din Izvorani; conacul Emanuel (Nolică) Antonescu (începutul secolului al XX-lea); vila Donescu (1915, refăcută în 2009), ambele din Ștefănești; casa Madgearu (începutul secolului al XX-lea); vila Turturica (1930); conacul Mihail Ghelmegeanu (circa 1930); și vila Bulandra (începutul secolului al XX-lea) toate din satul Valea Mare-Podgoria. Alte două sunt monumentele memoriale sau funerare casa Ion Pillat (începutul secolului al XX-lea) din Izvorani; și casa Liviu Rebreanu (începutul secolului al XX-lea) din Valea Mare-Podgoria.

## Demografie
Componența etnică a orașului Ștefănești
     Români (78,28%)
     Romi (5,95%)
     Alte etnii (0,23%)
     Necunoscută (15,54%)
Componența confesională a orașului Ștefănești
     Ortodocși (81,01%)
     Alte religii (2,35%)
     Necunoscută (16,63%)
Conform recensământului efectuat în 2021, populația orașului Ștefănești se ridică la 15.931 de locuitori, în creștere față de recensământul anterior din 2011, când fuseseră înregistrați 14.541 de locuitori. Majoritatea locuitorilor sunt români (78,28%), cu o minoritate de romi (5,95%), iar pentru 15,54% nu se cunoaște apartenența etnică. Din punct de vedere confesional, majoritatea locuitorilor sunt ortodocși (81,01%), iar pentru 16,63% nu se cunoaște apartenența confesională.

## Politică și administrație
Orașul Ștefănești este administrat de un primar și un consiliu local compus din 17 consilieri. Primarul, Nicolae Velcea, de la Partidul Social Democrat, este în funcție din 2 noiembrie 2020. Începând cu alegerile locale din 2024, consiliul local are următoarea componență pe partide politice:
|  | Partid                          | Consilieri | Componența Consiliului | Componența Consiliului | Componența Consiliului | Componența Consiliului | Componența Consiliului | Componența Consiliului | Componența Consiliului | Componența Consiliului | Componența Consiliului |
|  | ------------------------------- | ---------- | ---------------------- | ---------------------- | ---------------------- | ---------------------- | ---------------------- | ---------------------- | ---------------------- | ---------------------- | ---------------------- |
|  | Partidul Social Democrat        | 9          |                        |                        |                        |                        |                        |                        |                        |                        |                        |
|  | Partidul Național Liberal       | 3          |                        |                        |                        |                        |                        |                        |                        |                        |                        |
|  | Alianța Dreapta Unită           | 2          |                        |                        |                        |                        |                        |                        |                        |                        |                        |
|  | Alianța pentru Unirea Românilor | 2          |                        |                        |                        |                        |                        |                        |                        |                        |                        |
|  | Păcioianu Constantin            | 1          |                        |                        |                        |                        |                        |                        |                        |                        |                        |

## Infrastructură

### Transport feroviar
Ștefănești are două gări:

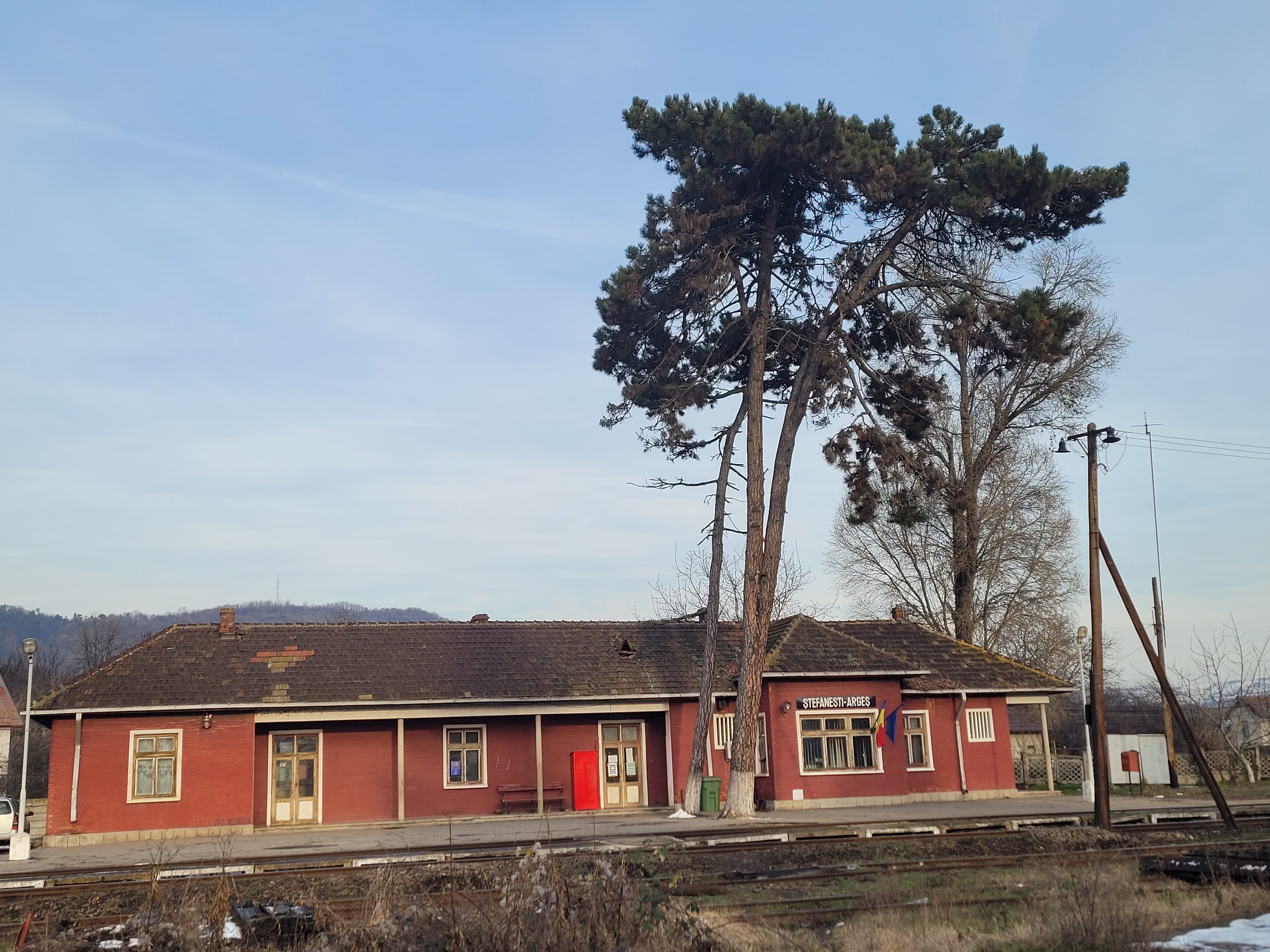
Gara Ștefănești Argeș

- Gara Golești, deservită de trenuri interregio operate de CFR Călători, este situată de-a lungul căii ferate București-Pitești. Este o stație de triaj pentru liniile București-Pitești și Golești-Câmpulung-Argeșel.
- Gara Ștefănești Argeș, stație pe linia de cale ferată Golești-Câmpulung-Argeșel , Ștefănești este conectată la gara principală cu aproximativ 14 minute de călătorie. De la gară, fiind situată în Ștefăneștii Noi, puteți ajunge cu ușurință la Vila Florica și Biserica Brătienilor.

### Transport rutier
- DN7
- DJ741

## Educație
- Școli
  - Școala Generală Nr. 1
  - Școala Gimnazială Nr. 2 Vintilă Brătianu
  - Școala Generală Nr. 3
  - Școala Gimnazială Constantin Brâncoveanu
  - Școala Gimnazială Radu Golescu
  - Scoala cu clasele I-IV Enculești (desființată)
- Licee:
  - Liceul Tehnologic „Dinu Brătianu”
- Școli speciale:
  - Centrul Școlar de Incluziune „Sfânta Filofteia”

## Personalități
- Ion I. C. Brătianu (1864 - 1927), inginer, om politic;
- Daniel Iordăchioaie (n. 1968), cântăreț, compozitor, textier;
- Liviu-Ionuț Moșteanu (n. 1973), politician, deputat în legislatura 2016-2020;
- George Olteanu (n. 1974), pugilist;
- Dănuț Coman (n. 1979), fotbalist;
- Florentin Nicolae (n. 1981), schior alpin.

## Instituții
- Spitalul de Geriatrie „Constantin Bălăceanu Stolnici” - Ștefănești.[20]
- Centrul Național de Informare și Promovare Turistică Ștefănești-Argeș.